# Campeonato Sul-Americano de Hóquei sobre a grama Feminino de 2008
O Campeonato Sul-Americano de Hóquei sobre a grama Feminino de 2008 foi a terceira edição deste torneio, sendo administrado e patrocinado pela Federação Pan-Americana de Hóquei (PAHF). A sede foi o Uruguai, cujas partidas foram disputadas na cidade de Montevidéu, a sua capital.
Confirmando sua hegemonia no continente, a Argentina sagrou-se tri-campeã desta competição.

## Regulamento e participantes
Esta competição teve duas fases de disputa.
Na primeira fase o sistema foi de pontos corridos, no qual todos os participantes se enfrentaram em turno único. Os posicionamentos desta fase determinaram a as partidas da fase final, que contaram com as disputas pelos quinto e terceiro lugares, além da decisão do título.
Este sul-americano contou com seis participantes, sendo estes as representações de Argentina, Brasil, Chile, Paraguai, Uruguai e Venezuela.

## Jogos
Seguem-se, abaixo, as partidas realizadas nesta competição.

### Primeira Fase
1ª rodada
| 30 de março |      |           |         |  |  |
| Argentina   | 18–0 | Venezuela | Reporte |  |  |

| 30 de março |     |          |         |  |  |
| Chile       | 8–0 | Paraguai | Reporte |  |  |

| 30 de março |     |        |         |  |  |
| Uruguai     | 2–1 | Brasil | Reporte |  |  |

2ª rodada
| 31 de março |      |           |         |  |  |
| Paraguai    | 0–12 | Argentina | Reporte |  |  |

| 31 de março |     |         |         |  |  |
| Venezuela   | 0–9 | Uruguai | Reporte |  |  |

| 31 de março |     |       |         |  |  |
| Brasil      | 0–1 | Chile | Reporte |  |  |

3ª rodada
| 2 de abril |     |           |         |  |  |
| Paraguai   | 2–1 | Venezuela | Reporte |  |  |

| 2 de abril |     |        |         |  |  |
| Argentina  | 9–0 | Brasil | Reporte |  |  |

| 2 de abril |     |         |         |  |  |
| Chile      | 2–2 | Uruguai | Reporte |  |  |

4ª rodada
| 3 de abril |     |        |         |  |  |
| Paraguai   | 0–3 | Brasil | Reporte |  |  |

| 3 de abril |     |           |         |  |  |
| Chile      | 8–1 | Venezuela | Reporte |  |  |

| 3 de abril |     |           |         |  |  |
| Uruguai    | 0–8 | Argentina | Reporte |  |  |

5ª rodada
| 5 de abril |      |         |         |  |  |
| Paraguai   | 0–10 | Uruguai | Reporte |  |  |

| 5 de abril |     |        |         |  |  |
| Venezuela  | 2–4 | Brasil | Reporte |  |  |

| 5 de abril |     |       |         |  |  |
| Argentina  | 4–1 | Chile | Reporte |  |  |

#### Classificação final - Primeira Fase
| Equipe    | Pts | J | V | E | D | GF | GC | Saldo |
| --------- | --- | - | - | - | - | -- | -- | ----- |
| Argentina | 15  | 5 | 5 | 0 | 0 | 51 | 1  | +50   |
| Chile     | 10  | 5 | 3 | 1 | 1 | 20 | 7  | +13   |
| Uruguai   | 10  | 5 | 3 | 1 | 1 | 23 | 11 | +12   |
| Brasil    | 6   | 5 | 2 | 0 | 3 | 8  | 14 | -6    |
| Paraguai  | 3   | 5 | 1 | 0 | 4 | 2  | 34 | -32   |
| Venezuela | 0   | 5 | 0 | 0 | 5 | 4  | 41 | -37   |

- Convenções: Pts = pontos, J = jogos, V = vitórias, E = empates, D = derrotas, GF = gols feitos, GC = gols contra, Saldo = diferença de gols.
- Critérios de pontuação: vitória = 3, empate = 1, derrota = 0.

### Fase Final

#### Disputa do 5º lugar
| 6 de abril |     |           |         |  |  |
| Paraguai   | 0–3 | Venezuela | Reporte |  |  |

#### Disputa do 3º lugar
| 6 de abril |     |        |         |  |  |
| Uruguai    | 2–0 | Brasil | Reporte |  |  |

#### Disputa do título
| 6 de abril |     |       |         |  |  |
| Argentina  | 5–1 | Chile | Reporte |  |  |

## Título
| Campeonato Sul-Americano de 2008 Hóquei sobre a grama feminino |
| -------------------------------------------------------------- |
| Argentina Campeã (3º título)                                   |